# كيالي ماء الفقارة
كيالي ماء الفقارة أو كيالي ماء الفقارات، هو مهنة وتراث ثقافي غير المادي من منطقة توات وتيديكلت ولاية أدرار بالجزائر.

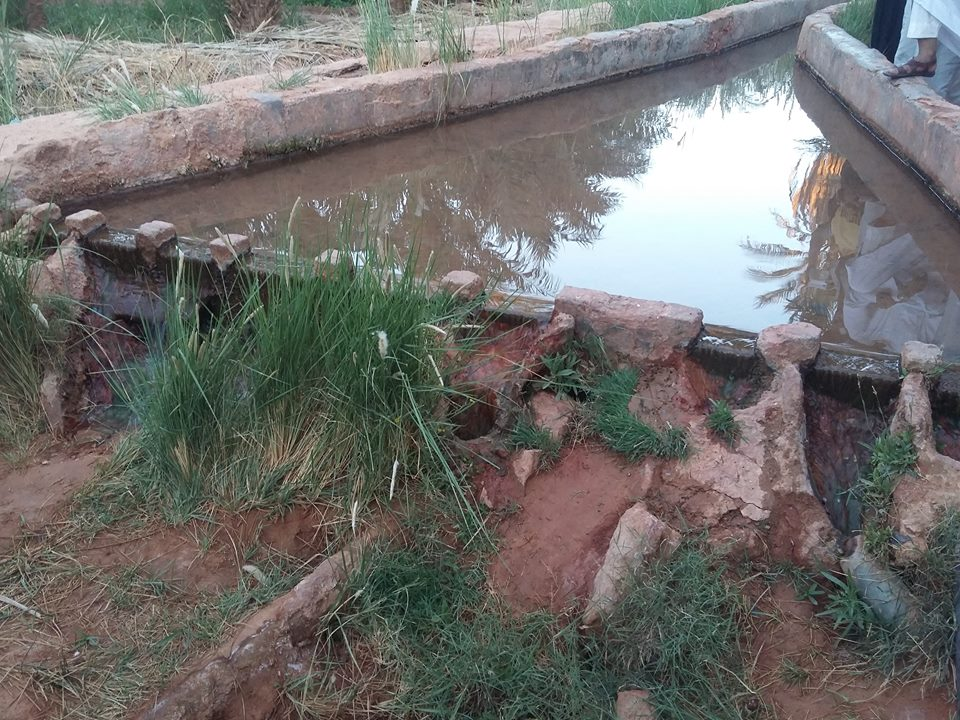
الفقارة، نظام توزيع المياه في الواحات، الجزائر

وتقوم مهنة كيالي ماء الفقارة بحساب حصص المياه، وإصلاح قنوات توزيع المياه في الفقارة على أراضي الفلاحيين. يقوم بالعملية عدة أفراد من المجتمع وأصحاب الخبرة القدماء، منهم أصحاب الحقوق والوراث والعمال والمحاسبين.
ويساهم عمل كيالي ماء الفقارة في الحفاظ على التوازن الإجتماعي والعدالة والسلم.

## من مأثورات التراث العالمي
تم إدراج المعارف والمهارات الخاصة بكيّالي ماء الفقارات في توات وتيديكلت من قبل اليونسكو ضمن قائمة التراث الثقافي اللامادي للبشرية خلال أشغال الدورة الثالثة عشر. وذلك تحت عنوان: "المعارف والمهارات الخاصة بكيّالي ماء الفقارات في توات وتيديكلت (بالإنجليزية: Knowledge and skills of the water measurers of the foggaras or water bailiffs of Touat and Tidikelt).